# 시비우

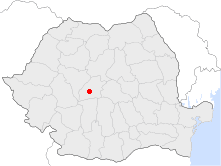
위치

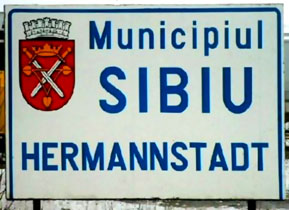
루마니아어와 독일어로 쓰인 시비우 시내의 표지판

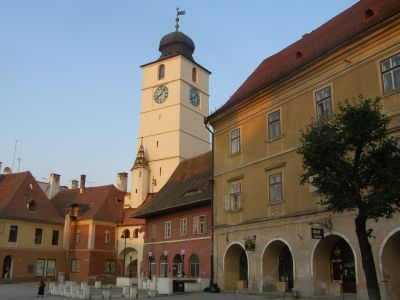

시비우(루마니아어: Sibiu, 헝가리어: Nagyszeben 너지세벤[*], 독일어: Hermannstadt 헤르만슈타트[*])는 루마니아의 트란실바니아 지방에 있는 도시이다. 이 도시는 지정학적으로 루마니아의 한가운데에 가까이 있다. 기후는 대륙성 기후를 나타낸다.
인구는 약 17만 명으로, 루마니아인이 다수이나, 헝가리인이 2%, 독일인이 1.6%를 차지한다. 주민의 대다수가 루마니아 정교(正敎)를 믿으나, 4%는 프로테스탄트 또는 가톨릭 교도이다.

## 역사
이 도시는 1190년에 독일인 이민이 정착하여 세워졌다. 14세기 들어 시비우는 상업의 중심지로 번창하여, 독일인의 도시 7곳 (시비우, 브라쇼브, 비스트리차, 클루지나포카, 메디아슈, 세베슈, 시기쇼아라를 말하는데, 이 7도시는 트란실바니아의 독일어명인 지벤뷔르겐 - Siebenbürgen, '일곱 도시'라는 뜻 -의 어원(語源)이 되었다) 중에서 가장 중요한 곳이 되었다.
시비우는 1차 대전 이후에 오스트리아-헝가리 제국에서 루마니아 왕국의 영토로 넘어왔다. 1928년에는 루마니아 최초의 동물원이 이 곳에 세워졌다.

## 기후
| 시비우의 기후                                                                                | 시비우의 기후 | 시비우의 기후 | 시비우의 기후 | 시비우의 기후 | 시비우의 기후 | 시비우의 기후 | 시비우의 기후 | 시비우의 기후 | 시비우의 기후 | 시비우의 기후 | 시비우의 기후 | 시비우의 기후 | 시비우의 기후 |
| 월                                                                                           | 1월           | 2월           | 3월           | 4월           | 5월           | 6월           | 7월           | 8월           | 9월           | 10월          | 11월          | 12월          | 연간          |
| -------------------------------------------------------------------------------------------- | ------------- | ------------- | ------------- | ------------- | ------------- | ------------- | ------------- | ------------- | ------------- | ------------- | ------------- | ------------- | ------------- |
| 역대 최고 기온 °C (°F)                                                                       | 17.8 (64.0)   | 21.3 (70.3)   | 30.6 (87.1)   | 30.2 (86.4)   | 32.2 (90.0)   | 35.4 (95.7)   | 38.3 (100.9)  | 38.9 (102.0)  | 39.5 (103.1)  | 32.5 (90.5)   | 27.0 (80.6)   | 19.3 (66.7)   | 39.5 (103.1)  |
| 일평균 최고 기온 °C (°F)                                                                     | 2.3 (36.1)    | 5.5 (41.9)    | 10.7 (51.3)   | 16.7 (62.1)   | 21.4 (70.5)   | 25.1 (77.2)   | 26.9 (80.4)   | 27.1 (80.8)   | 21.8 (71.2)   | 16.6 (61.9)   | 10.1 (50.2)   | 3.4 (38.1)    | 15.6 (60.1)   |
| 일일 평균 기온 °C (°F)                                                                       | −2.5 (27.5)   | −0.2 (31.6)   | 4.4 (39.9)    | 10.2 (50.4)   | 15.1 (59.2)   | 18.7 (65.7)   | 20.3 (68.5)   | 19.9 (67.8)   | 14.8 (58.6)   | 9.5 (49.1)    | 4.3 (39.7)    | −0.9 (30.4)   | 9.5 (49.1)    |
| 일평균 최저 기온 °C (°F)                                                                     | −6.6 (20.1)   | −4.8 (23.4)   | −0.7 (30.7)   | 4.3 (39.7)    | 8.9 (48.0)    | 12.4 (54.3)   | 13.9 (57.0)   | 13.5 (56.3)   | 9.1 (48.4)    | 4.0 (39.2)    | −0.4 (31.3)   | −4.7 (23.5)   | 4.1 (39.4)    |
| 역대 최저 기온 °C (°F)                                                                       | −31.8 (−25.2) | −31.0 (−23.8) | −24.5 (−12.1) | −12.0 (10.4)  | −3.6 (25.5)   | 1.0 (33.8)    | 2.8 (37.0)    | −2.1 (28.2)   | −9.4 (15.1)   | −18.4 (−1.1)  | −26.7 (−16.1) | −29.8 (−21.6) | −31.8 (−25.2) |
| 평균 강수량 mm (인치)                                                                        | 25.8 (1.02)   | 23.2 (0.91)   | 34.9 (1.37)   | 53.9 (2.12)   | 77.2 (3.04)   | 97.3 (3.83)   | 94.7 (3.73)   | 71.1 (2.80)   | 55.6 (2.19)   | 46.5 (1.83)   | 32.5 (1.28)   | 31.0 (1.22)   | 643.7 (25.34) |
| 평균 강설량 cm (인치)                                                                        | 11.0 (4.3)    | 11.0 (4.3)    | 7.4 (2.9)     | 4.8 (1.9)     | 0.0 (0.0)     | 0.0 (0.0)     | 0.0 (0.0)     | 0.0 (0.0)     | 0.0 (0.0)     | 1.7 (0.7)     | 4.5 (1.8)     | 6.5 (2.6)     | 46.9 (18.5)   |
| 평균 강수일수 (≥ 1.0 mm)                                                                     | 5.7           | 5.1           | 6.8           | 8.4           | 11.3          | 10.7          | 9.5           | 7.4           | 6.8           | 6.3           | 5.2           | 6.1           | 89.3          |
| 평균 상대 습도 (%)                                                                           | 87            | 79            | 71            | 67            | 68            | 71            | 71            | 72            | 76            | 78            | 80            | 86            | 75            |
| 평균 월간 일조시간                                                                           | 73.9          | 97.3          | 137.6         | 171.8         | 209.9         | 232.5         | 253.6         | 249.0         | 174.7         | 148.4         | 92.4          | 61.3          | 1,902.4       |
| 출처 1: 미국 해양대기청 (평년값: 1991년~2020년, 강설량: 1961년~1990년)                       |               |               |               |               |               |               |               |               |               |               |               |               |               |
| 출처 2: 루마니아 국립통계연구소 (극값: 1901년~2020년), 독일 기상청 (상대습도: 1989년~2008년) |               |               |               |               |               |               |               |               |               |               |               |               |               |